# Chicago Elevated

Streckennetz der Chicago Elevated

Die Chicago Elevated ist die Hoch- und U-Bahn von Chicago, USA. Sie ist eines der größten und ältesten Metronetze der Welt. Nach Eröffnungsdatum, Zahl der Stationen und den Fahrgastzahlen ist die „L“ jeweils nach der New York City Subway die Nr. 2 in den USA.
Zu den Besonderheiten des Netzes gehören die überwiegend auf Hochbahnviadukten verlaufenden Strecken, die im Stadtzentrum auf einem von den ursprünglichen, miteinander konkurrierenden privaten Bahngesellschaften, gemeinsam errichteten und genutzten Hochbahnring (der Loop, „Schleife“) zusammentreffen. Die Hochbahnviadukte in den Straßenschluchten des Stadtzentrums weisen teilweise erstaunlich geringe Kurvenradien bis etwa 27 m auf.
Auch mit der Führung von Metrostrecken auf dem Mittelstreifen von Stadtautobahnen war Chicago ein Pionierbetrieb. Die bei anderen U-Bahn-Betrieben vorherrschenden Tunnelstrecken und -bahnhöfe sind dagegen die Ausnahme.
Chicago gehört zu den wenigen Metrobetrieben weltweit, die 24 Stunden pro Tag und 7 Tage pro Woche in Betrieb sind.
In den Vororten der Stadt ergänzen das System METRA (Illinois) sowie die South Shore Line (Indiana) das Hochbahnnetz. Diese Linien führen zu jeweils einem der vier großen Kopfbahnhöfe im Stadtzentrum: Union Station (dort auch Fernverkehr), Ogilvie, Millennium Station und LaSalle Street.
Eines der größten Straßenbahnnetze der Welt, die Chicago Surface Lines, wurde bis 1958 komplett stillgelegt und durch Buslinien ersetzt, die heute – wie die Hochbahn – von der CTA betrieben werden.

## Name
Elevated Railroad ist der englische Begriff für Hochbahn. Diese in der Frühzeit des Metrobaus in den USA übliche Bauweise hat sich in Chicago weitaus besser erhalten als in den anderen frühen amerikanischen Betrieben. In Philadelphia, Boston und besonders in New York wurden später ganz überwiegend Tunnelstrecken gebaut (ähnlich wie auch bei der Hamburger Hochbahn in Deutschland) und vorhandene Hochbahnen abgerissen.
El oder L leitet sich von diesem Begriff Elevated ab und bezeichnet im heutigen Sprachgebrauch das gesamte System, auch die Teile des Netzes, die ebenerdig oder in Tunneln verlaufen.

## Geschichte
Die ältesten Netzabschnitte der „L“ stammen von 1892. 1893 wurde eine Zweiglinie zur World Columbian Exposition errichtet, auf der die als „Intramural Railway“ bezeichnete erste elektrisch betriebene Hochbahn der Welt fuhr.
1924 entstand durch die Fusion mehrerer privatwirtschaftlich betriebener Bahnen, der Chicago and South Side Rapid Transit Co. (gegründet: 1892), der Lake Street Elevated Railroad Co. (1893), der Metropolitan West Side Elevated Railroad Co. (1895) und der Northwestern Elevated Railroad Co. (1900) die Chicago Rapid Transit Company (CRT). Deren Netz bildete die Grundlage des heute von der Chicago Transit Authority (CTA) betriebenen Netzes, das weiter ausgebaut wurde.

## Streckennetz
Das Streckennetz für den Linienverkehr hat eine Länge von 106,1 Meilen (170,8 km). Davon verlaufen 57,1 Meilen (91,9 km) als Hochbahn, 36,9 Meilen (59 km) ebenerdig und 12,1 Meilen (19,5 km) im Tunnel. Die Gesamtlänge des Netzes – einschließlich aller nicht im Linienverkehr genutzten betrieblichen Strecken und Anlagen – beträgt 222 Meilen (357 km). Das Streckennetz erschließt Chicago, Evanston, Skokie, Wilmette, Rosemont, Forest Park, Oak Park und Cicero. Es weist 144 Personenbahnhöfe auf, 17 davon bieten Park-and-ride-Möglichkeiten mit insgesamt 6639 Parkplätzen.
Eine Besonderheit des Netzes ist der „Loop“, ein Hochbahnring, das Zentrum des Liniennetzes. Er verläuft als Ringlinie in etwa acht Metern Höhe über Straßen aufgeständert und umschließt den Kern der Innenstadt von Chicago. Eine Rarität ist die niveaugleiche Kreuzung zweier zweigleisiger Strecken an der Nordwest-Ecke des „Loops“ mit zahlreichen Verbindungsweichen auf engstem Raum, die den Streckenwechsel in drei Richtungen und den Wechsel auf das Gleis der Gegenrichtung ermöglichen.
Eine weitere Besonderheit auf der Blauen und der Roten Linie sind innerhalb des „Loops“ in der Innenstadt Bahnhöfe mit überlangen Bahnsteigen, an denen die Züge mehrfach hintereinander halten und jeder Halt eine eigene Station ist. Der Bahnsteig der Roten Linie liegt zwischen den Stationen Lake und Jackson. Zwischen beiden befindet sich noch der zusätzliche Halt Monroe. Der gemeinsame Bahnsteig der drei Bahnhöfe ist mit 3500 ft (ca. 1050 m) länger als der der Blauen Linie mit 2500 ft (ca. 750 m). Dieser reicht von Washington bis Jackson und schließt ebenfalls einen weiteren Halt Monroe ein. Der Bahnsteig an der Roten Linie gilt nach dem Guinness-Buch der Rekorde als längster U-Bahnsteig der Welt. Die Bereiche dieser langen Bahnsteige sind außerhalb der Stationen schwächer beleuchtet und verfügen kaum über Ausgänge.
Entlang der Autobahnen, die von Chicago ins Umland ausstrahlen, fährt die „L“ auf Trassen zwischen den Fahrbahnen für beide Fahrtrichtungen. Chicago nahm in den 1950er-Jahren eine Vorreiterrolle in der Verwendung des Mittelstreifens für Stadtbahnstrecken ein.

## Linien

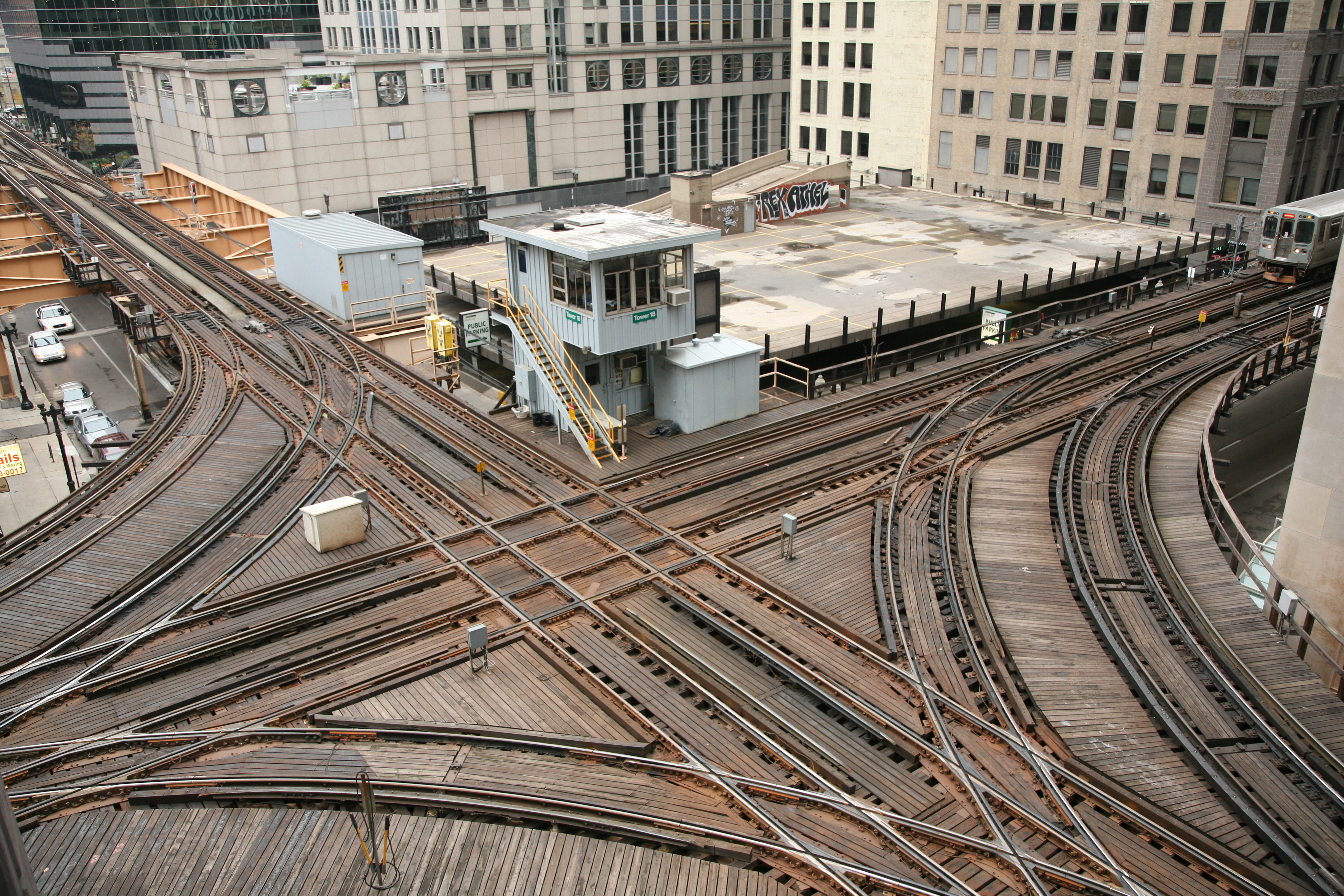
Einmündung der „Braunen Linie“ (von rechts) und der grünen und rosafarbenen Linie (von oben) in den Loop (nach links und unten)
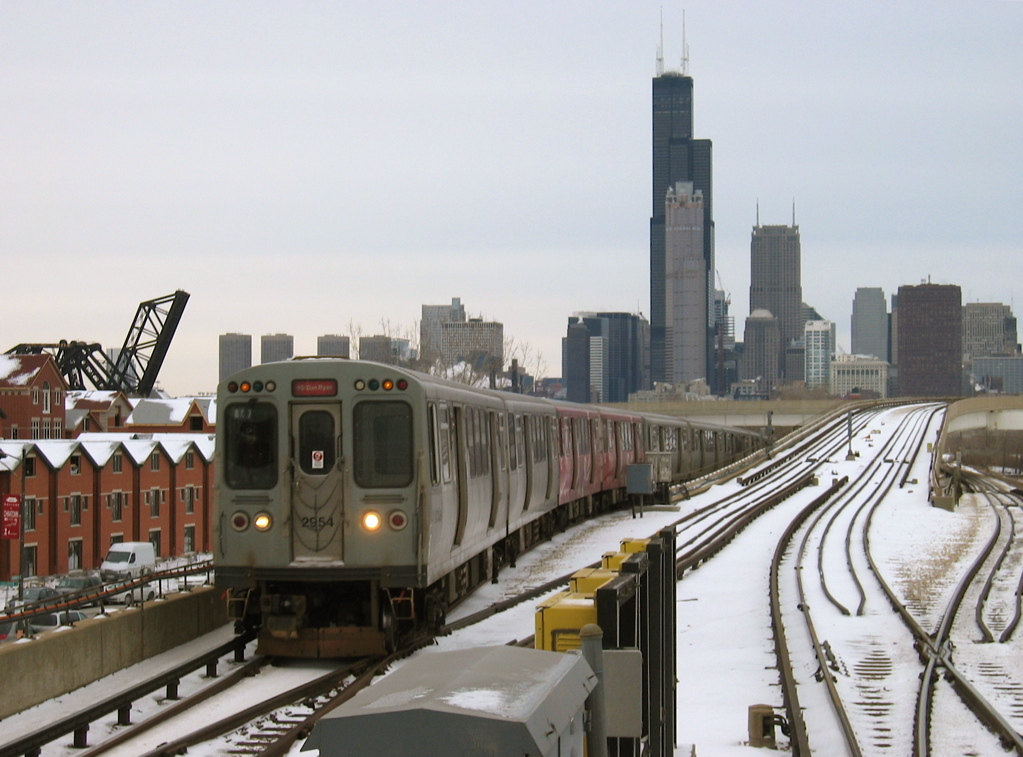
Ein Zug der Red Line nähert sich der Station Cermak-Chinatown
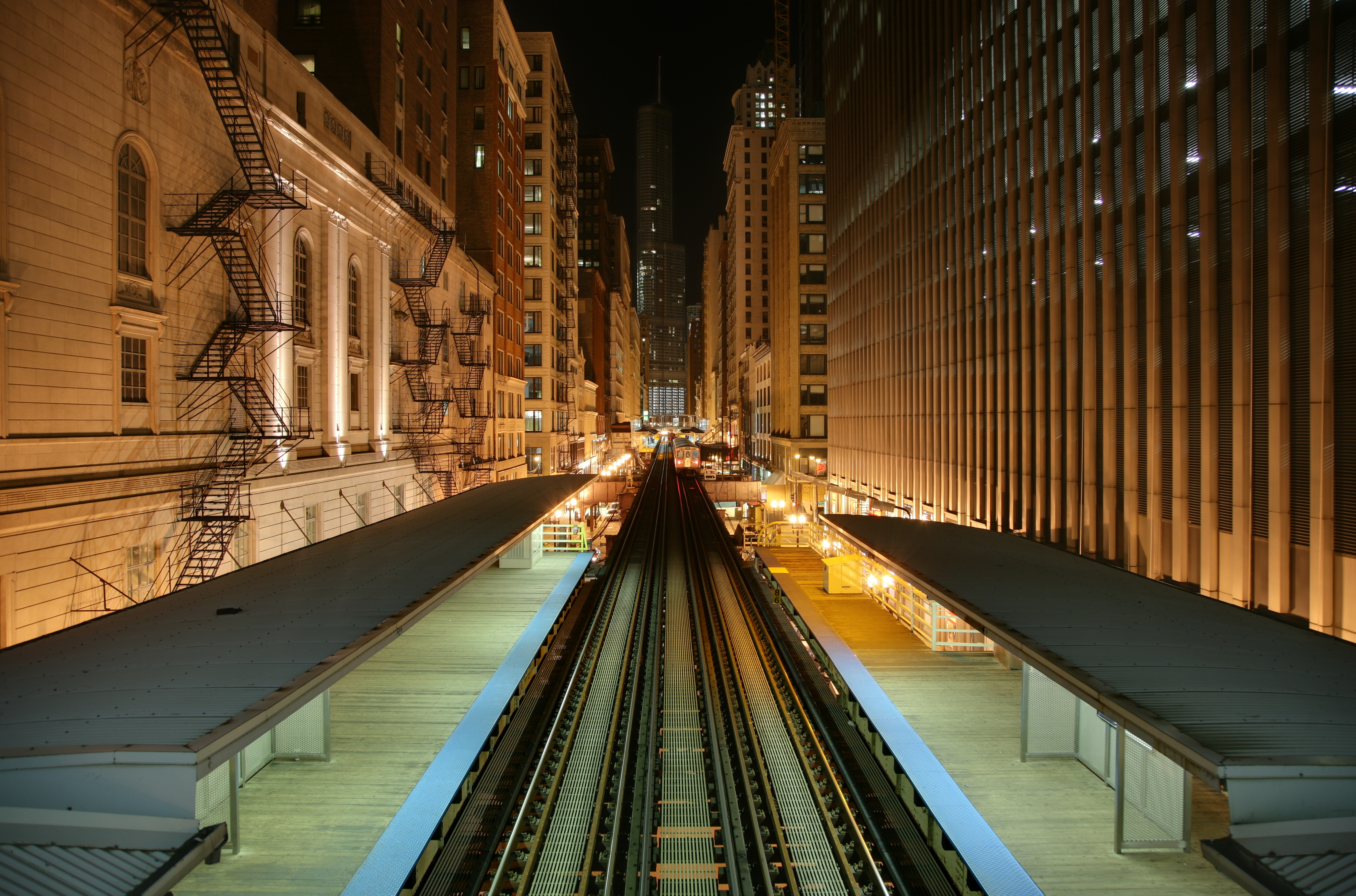
Blick nach Norden von der Elevated Station Adams and Wabash

Die „L“ betreibt acht Linien, die jede zur Kennzeichnung in einer eigenen Farbe beschriftet ist. Sieben der Linien verknüpfen die Innenstadt mit Vorstädten und Gemeinden des Großraums Chicago. Dabei fährt die Violette Linie nur in den Stoßzeiten bis in die Innenstadt. Die Gelbe Linie dagegen bedient eine Stichstrecke vom Bahnhof Howard nach Skokie. Von den übrigen Linien fahren alle – außer der Roten und der Blauen – den „Loop“ an. Die Rote und die Blaue Linie dagegen durchqueren die Innenstadt innerhalb des „Loops“ als U-Bahn.
Alle Bahnhöfe sind mit mindestens einem Kundenberater besetzt, Fahrkarten gibt es aber nur an Fahrscheinautomaten.
Chicago ist eine der wenigen amerikanischen Städte, in der gleich zwei große Flughäfen per Schiene erreicht werden können. Die Blaue Linie fährt von der Innenstadt innerhalb von 40 Minuten zum Chicago O’Hare International Airport, die Orange Linie in einer halben Stunde zum Flughafen Chicago-Midway.

## Bedeutung
Die „Chicago-L“ ist eines der meistfrequentierten Verkehrssysteme der USA. Nach Statistiken aus dem Jahr 2003 benutzten an Wochentagen täglich 494.743 Personen, an Samstagen 262.791 Personen und an Sonntagen 180.951 Personen die „L“. Pro Jahr entsprach dies einer Passagierzahl von 150 Millionen.
Für das Jahr 2019 wurden 225,895 Millionen Fahrgäste verzeichnet, 2018 218,467 Millionen.
Trotz ihrer Prominenz im Stadtbild ist die „L“ aber nicht das am meisten verwendete Transportmittel des ÖPNV in Chicago. Dieses ist das Bussystem der CTA, das mit 148 Linien alle umliegenden Orte mit Chicago verbindet. 2019 wurden 237,276 Millionen Passagiere in den Bussen befördert.